# Grand Prix 4; LKAB Luleå Marathon 2025
De Marathonschaatsen 2024/2025 Grand Prix 4; LKAB Luleå Marathon 2025 was de vijfentwintigste wedstrijd van het Marathonseizoen en de vierde wedstrijd van de Grand Prix die op woensdag 19 januari plaats vond die op donderdag 22 februari 2024 plaatsvond op de Botnische Golf in Zweden. De mannen reden 100 km en de vrouwen 75 km.
De natuurijs-'Grand Prix' bestaat uit een reeks van zes wedstrijden waarbij buitenlands natuurijs centraal staat. De eerste drie wedstrijden worden gereden op de Weissensee (Oostenrijk). De laatste drie wedstrijden worden gereden op de Botnische Golf bij Luleå (Zweden). De afstanden variëren tussen de 30 en 200 kilometer. Zowel de mannen als vrouwen rijden de Grand Prix-wedstrijden en na zes wedstrijden wordt een eindklassement opgemaakt.
Bij de mannen werd de wedstrijd gewonnen door Jordy Harink. Harink was de snelste van een driemanskopgroep. Op de streep was het verschil met Ronald Haasjes minimaal. Crispijn Ariëns werd derde en moest hierdoor genoegen nemen met het brons. Veerle van Koppen won de wedstrijd bij de vrouwen. Van Koppen ontsnapte bij de vrouwen vijftien kilometer voor de meet uit het eerste pelotonnetje en werd niet meer teruggepakt. Ploeggenote Esther Kiel won de sprint om de tweede plaats van Tessa Snoek.

## Tijdschema
| Datum                     | Tijd (CET) | Onderdeel |
| ------------------------- | ---------- | --------- |
| Woensdag 19 december 2025 | 09:00      | Vrouwen   |
| Woensdag 19 december 2025 | 12:00      | Mannen    |

## Podia
| Klasse              | Eerste            | Tweede         | Derde           |
| ------------------- | ----------------- | -------------- | --------------- |
| Top-divisie mannen  | Jordy Harink      | Ronald Haasjes | Crispijn Ariëns |
| Top-divisie vrouwen | Veerle van Koppen | Esther Kiel    | Tessa Snoek     |

## Uitslag Top-divisie mannen[2]
| #      | Rijder               | Nationaliteit | Ploeg                             | Punten |
| ------ | -------------------- | ------------- | --------------------------------- | ------ |
| Goud   | Jordy Harink         | Nederland     | Royal A-ware                      | 35,1   |
| Zilver | Ronald Haasjes       | Nederland     | Bouwselect / De Haan Westerhoff   | 29     |
| Brons  | Crispijn Ariëns      | Nederland     | Team Reggeborgh                   | 24     |
| 4      | Christian Haasjes    | Nederland     | Bouwselect / De Haan Westerhoff   | 20     |
| 5      | Evert Hoolwerf       | Nederland     | Team Reggeborgh                   | 17     |
| 6      | Harm Visser          | Nederland     | Team Essent                       | 15     |
| 7      | Daan Gelling         | Nederland     | Royal A-ware                      | 14     |
| 8      | Jeroen Janissen      | Nederland     | OKAY/Interfarms                   | 13     |
| 9      | Jordy van Workum     | Nederland     | Team Reggeborgh                   | 12     |
| 10     | Miguel Bravo         | Portugal      | A6.nl / KMC                       | 11     |
| 11     | Stefan Wolffenbuttel | Nederland     | OKAY/Interfarms                   | 10     |
| 12     | Niels Overvoorde     | Nederland     | Bouwselect / De Haan Westerhoff   | 9      |
| 13     | Luc ter Haar         | Nederland     | Bouwselect / De Haan Westerhoff   | 8      |
| 14     | Chiel Smit           | Nederland     | Team Essent                       | 7      |
| 15     | Hylke de Boer        | Nederland     | Sprog                             | 6      |
| 16     | Homme Jan de Groot   | Nederland     | Team Essent                       | 5      |
| 17     | Joost de Jong        | Nederland     | Bouwselect / De Haan Westerhoff   | 4      |
| 18     | Ronald Kruijer       | Nederland     | Bouwselect / De Haan Westerhoff   | 3      |
| 19     | Sjoerd den Hertog    | Nederland     | Royal A-ware                      | 2      |
| 20     | Joram Verkerk        | Nederland     | VGR Sport / Galesloot constructie | 1      |

100 kilometer
2:44:57uur (gem. 824,8sec) 36,4km/h

## Uitslag Top-divisie vrouwen[3]
| #      | Rijder                    | Nationaliteit | Ploeg                                        | Punten |
| ------ | ------------------------- | ------------- | -------------------------------------------- | ------ |
| Goud   | Veerle van Koppen         | Nederland     | Puur ICT-BTZ                                 | 35,1   |
| Zilver | Esther Kiel               | Nederland     | Puur ICT-BTZ                                 | 29     |
| Brons  | Tessa Snoek               | Nederland     | VGR Sport / Vreugdenhil Dairy Foods          | 24     |
| 4      | Elsemieke van Maaren      | Nederland     | OKAY/Interfarms                              | 20     |
| 5      | Maaike Verweij            | Nederland     | Team Albert Heijn Zaanlander                 | 17     |
| 6      | Janne Berkhout            | Nederland     | Turner                                       | 15     |
| 7      | Olin Verhoog              | Nederland     | OCRE                                         | 14     |
| 8      | Amber Siegers             | Nederland     | Skadi / P&G Safety / Mark Bouman Grondwerken | 13     |
| 9      | Iza Stekelenburg          | Nederland     | OCRE                                         | 12     |
| 10     | Eline Cox                 | Nederland     | OCRE                                         | 11     |
| 11     | Beau Wagemaker            | Nederland     | A6.nl / KMC                                  | 10     |
| 12     | Tjilde Bennis             | Nederland     | Turner                                       | 9      |
| 13     | Loesanne van der Geest    | Nederland     | VGR Sport / Vreugdenhil Dairy Foods          | 8      |
| 14     | Pien van den Bos          | Nederland     | Wokke Vastgoed                               | 7      |
| 15     | Luna Jonkers              | Nederland     | Skadi / P&G Safety / Mark Bouman Grondwerken | 6      |
| 16     | Kaat van Steekelenburg    | Nederland     | Fortune Coffee                               | 5      |
| 17     | Carla Ketellapper-Zielman | Nederland     | A6.nl / KMC                                  | 4      |
| 18     | Brit Qualm                | Nederland     | VGR Sport / Vreugdenhil Dairy Foods          | 3      |
| 19     | Paula Konijn              | Nederland     | OCRE                                         | 2      |
| 20     | Esmée Brommer             | Nederland     | Wokke Vastgoed                               | 1      |

75 kilometer

2:22:13uur (gem. 948,1sec) 31,7km/h
Marathon Cup 1 · 
Marathon Cup 2 · 
Marathon Cup 3 ·
Marathon Cup 4 · 
Marathon Cup 5 · 
Marathon Cup 6 · 
Marathon Cup 7 · 
Marathon Cup 8 · 
De Vier van Noord-Holland 1 · 
De Vier van Noord-Holland 2 · 
De Vier van Noord-Holland 3 · 
De Vier van Noord-Holland 4 · 
Marathon Cup 9 · 
NK kunstijs · 
Marathon Cup 10 · 
Marathon Cup 11 · 
Marathon Cup 12 · 
Marathon Cup 13 · 
Grand Prix 1 · 
Open NK natuurijs · 
Grand Prix 2 · 
Grand Prix 3 · Marathon Cup 14 · 
Marathon Cup 15 · 
Grand Prix 4 · 
Grand Prix 5 · 
Grand Prix 6 ·  
Marathon Cup 16  · 
Klassementen: KNSB Cup ·
Jongeren · 
Ploegen ·
Grand Prix ·
Club-assistent Brabantcup ·
De Vier van Noord-Holland
Lijst van schaatsmarathonrijders 2024/2025